# Carvalhal Formoso
Carvalhal Formoso é uma aldeia da freguesia de Ínguias, concelho de Belmonte.
A aldeia foi fundada por Miguel Pinto.
A aldeia possui uma capela, um chafariz, a igreja matriz, o polidesportivo, jardim de infância, três cafés e uma mercearia.
Tem como coletividade principal o Centro Cultural Recreativo e Desportivo de Carvalhal Formoso, conhecido popularmente como "cecurde", que possui uma equipa a disputar o campeonato distrital de futsal onde já conquistou alguns títulos. 

## Festas e Romarias
- Festas em Honra de Santo António
- Festas em Honra de São João
- Festas em Honra de São José